# Матильда Савойська
Мати́льда (лат. Matilda; 1125 — 3 грудня 1157/1158) — італійська принцеса. Представниця Савойського дому. Перша королева Португалії (1146—1157), дружина першого португальського короля Афонсу I. Народилася в Савойському графстві. Донька савойського графа Амадея III й Матильди Альбонської. Матір португальського короля Саншу I. Заснувала Костський монастир у Гімарайнші та шпиталь для бідних у Канавезеші. Померла в Коїмбрі, Португалія. Похована у Коїмбрському монастирі Святого Хреста.
Також — Мати́льда Саво́йська (італ. Matilde di Savoia; нім. Mathilde von Savoyen; фр. Mathilde de Savoie), Мафа́лда Саво́йська (порт. Mafalda de Saboia), Маго Савойська (фр. Mahaut de Savoie).

## Біографія
Матільда народилася 1125 року в Савойському графстві, в родині савойського графа Амадея III й Матильда (Маго) Альбонської. Новонароджена була другою або третьою донькою Амадея, що був учасником Другого хрестового походу. Тіткою Матильди була Адель Савойська, королева-дружина франкського короля Людовика VI, а троюрідним дядьком—римський папа Калікст II.
1146 року 21-річна Матильда вийшла заміж за португальського короля 38-річного Афонсу І. Шлюб було укладено з волі останнього—король хотів обрати дружину за межами країн Піренейського півострова, щоб звільнитися від сфери кастильсько-леонського політичного впливу. Серед інших причин називають бажання Афонсу уникнути кровозмішення із кревними родичами з іберійських держав.. Сам шлюб, ймовірно, був запропонований папським представником на Піренейському півострові Гвідо де Віко, що був одним зі свідків Саморського договору 1143 року.
23 травня 1146 року Матільда разом із Афонсу надала гарантії Клюнійському абатству на маєтності, які надала її свекруха Тереза Леонська. Сама королева прихильно ставилася до цистеріанців й фундувала Костський монастир у Гімарайнші, а також шпиталь-погост для мандрівників і бідноти у Канавезеші. За наполяганням Матільди шпиталь мусили тримати у чистоті й порядку, гарно обставленим; якщо хтось помирав у ньому, то за упокій його душі слід було відправляти три богослужіння.
У «De nugis curialium» (ХІІ ст.) Вальтера Мапа згадується епізод, в якому «король Португалії» (найймовірніше, Афонсу), за наклепом своїх злих радників, збирався убити свою вагітну дружину (Матильду) на ґрунті ревнощів. Оскільки інших джерел, які б пролили світло на цей епізод немає, історики вважають це середньовічною байкою.
Матильда померла 3 грудня 1157 або 1158 року, в Коїмбрі, Португалія, у 32 (33)-річному віці. Її поховали у Монастирі Святого Хреста, де згодом спочив і її чоловік, який пережив свою дружину на 27 років. З сімох дітей, яких Матильда народила, дорослого віку досягли лише троє.

## Родина

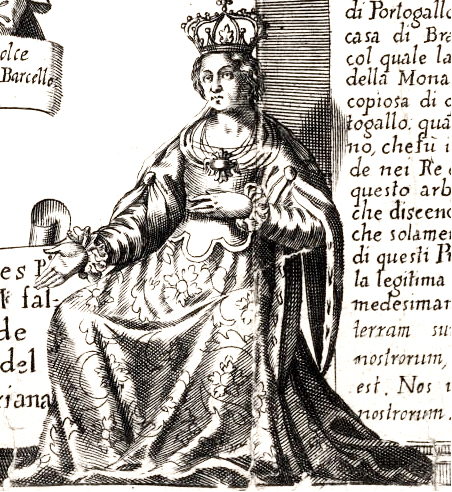
Портрет Матильди (ХVII ст.)

Чоловік (з 1146) — Афонсу I (1109—1185), король Португалії
Діти:
- Енріке (1147—1155) — португальський інфант; помер у дитинстві.
- Уррака (1148—1211) — португальська інфанта, дружина Фернандо II, короля Леону.
- Тереза (1151—1218) — португальська інфанта ∞ 1. Філіпп І, граф Фландрський. ∞ 2. Ед III, герцог Бургундський.
- Мафалда (1153—1162) — португальська інфанта; померла в дитинстві.
- Саншу I (1154—1211) — король Португалії (1185—1211)
- Жуан (1156—1164) — португальський інфант; помер у дитинстві.
- Санша (1157—1166/1167) — португальська інфанта; померла в дитинстві.